# Papa Agapito I
Papa Agapito I (em latim: Agapetus) foi papa da Igreja Católica entre 13 de maio de 535 e 22 de abril de 536.
Agapito era filho de Gordianus, um padre romano assassinado nos tumultos no tempo do Papa Símaco (498-514). O seu primeiro ato oficial foi queimar, na presença de uma assembleia de clérigos, o anátema que o papa Bonifácio II tinha pronunciado contra o seu rival, o Antipapa Dióscoro e ordenou que fosse preservado nos arquivos romanos.
Combateu a doutrina monofisista e fundou em Roma, com Cassiodoro, uma biblioteca de autores eclesiásticos.
Por esta altura Belisário, após ter conquistado a Sicília, preparava-se para invadir a Itália. O rei ostrogodo Teodato, como último recurso, pediu ao pontífice que viajasse a Constantinopla e fizesse valer a sua influência junto do imperador Justiniano I. Para custear as despesas da da viagem, que incluía uma imponente comitiva e cinco bispos, Agapito viu-se obrigado a empenhar vários objectos sagrados da Igreja de Roma. Partiu a meio do inverno e chegou a Constantinopla em fevereiro de 536, sendo recebido com todas as honras condizentes com o seu cargo de chefe da Igreja Católica. O objectivo da sua visita estava condenado ao fracasso, pois não podia contrariar a vontade do imperador de restabelecer os seus direitos em Itália. Mas do ponto de vista eclesiástico, a visita do papa não foi em vão, principalmente no seu combate à doutrina monofisista.
Terá morrido envenenado por tramas obscuras da esposa do Imperador, Teodora em 22 de Abril de 536.
Celebrado pela Igreja Ortodoxa a 22 de abril (data da sua morte) e pelos católicos a 20 de setembro.
Seu corpo foi levado de volta a Roma, onde foi sepultado na Basílica de São Pedro.